# 埼玉新都心駅
もしかして
- さいたま新都心駅

ではありませんか？